# Valérian, histoire d'une création
Pour plus de détails, voir Fiche technique et Distribution.
Valérian, histoire d'une création est un documentaire réalisé par Avril Tembouret, sorti en 2017.
Le film retrace l'épopée de la série Valérian depuis sa création dans le journal Pilote dans les années 60, et met à jour comment l'œuvre de Jean-Claude Mézières et Pierre Christin a bouleversé la science-fiction en bande dessinée.

## Liste des intervenants
- Jean-Claude Mézières
- Pierre Christin
- Evelyne Tranlé
- Enki Bilal
- Luc Besson

## Fiche technique
- Titre original : Valérian, histoire d'une création
- Réalisation : Avril Tembouret
- Scénario : Avril Tembouret
- Producteur délégué : François Busnel
- Producteur associé : Avril Tembouret
- Directeur de la photographie : David Tabourier, Avril Tembouret, Raphaël Gatti
- Son direct : Lucas Héberlé, Colin Favre-Bulle
- Montage images : Anne Argouse
- Mixage : Colin Favre-Bulle
- Musique originale : Eric Muller
- Production : Rosebud Productions, Delastre Films
- Pays d'origine :  France
- Langue : français
- Genre : documentaire
- Durée : 54 minutes

## Diffusion
Première diffusion le 25 juillet 2017 sur OCS. 